# Acacia intorta
Acacia intorta é uma espécie de leguminosa do gênero Acacia, pertencente à família Fabaceae.